# Леонардо Ольгін
Леонардо Ольгін (ісп. Leonardo Olguín; нар. 1 грудня 1975) — колишній аргентинський тенісист.
Найвищу одиночну позицію світового рейтингу — 180 місце досяг 15 липня 2002, парну — 154 місце — 10 лютого 2003 року.

## Титули на челленджерах

### Парний розряд: (4)
| Ранг | Рік  | Турнір                  | Покриття | Партнер        | Суперники                       | Рахунок          |
| ---- | ---- | ----------------------- | -------- | -------------- | ------------------------------- | ---------------- |
| 1.   | 2001 | Кампінас, Бразилія      | Ґрунт    | Едгардо Масса  | Хосе де Армас Флавіо Саретта    | 6–7(6), 6–2, 7–5 |
| 2.   | 2001 | Бразиліа, Бразилія      | Ґрунт    | Гастон Етліс   | Ґуставо Маркассіо Патрісіо Руді | 6–4, 6–4         |
| 3.   | 2002 | Женева, Швейцарія       | Ґрунт    | Віктор Генеску | Андрес Шнейтер Орлін Станойчев  | 1–6, 6–4, 6–4    |
| 4.   | 2002 | Фройденштадт, Німеччина | Ґрунт    | Дієго дель Ріо | Жоан Бальсельс Юрій Щукін       | 7–6(2), 6–4      |